# 難兄
《難兄》是中華民國上海聯華影業公司與美國舊金山大觀聲片有限公司合作，在香港拍攝的一齣黑白默片，於1934年2月2日（星期五），在梁仁甫別墅開鏡。

## 電影本事[4][5]
鍾以鳴（葛佐治飾演）年幼喪母，父親鍾義（黃壽年飾演）惡毒後母（黎灼灼飾演），她產下兒子鍾河漢（飾演）後，對鍾以鳴虐待更甚。有一回，他被後母砍傷，幸有富有鄰居紅顏知己林麗鶯協助包紮。後來父親亦逝世，鍾以鳴不堪後母虐待離家出走，幸得一書店老闆收留，改名「鍾志毅」（吳楚帆飾演）重新做人，十年寒窗苦讀後，考進大學醫學院裡，重遇長大後的林麗鶯（林妹妹飾演），兩人燃出愛火，後來他成為一名醫生；同父異母的弟弟自小被後母縱壞，長大後的弟弟鍾河漢（舒壽山飾演）變成花花公子。最後，後母被弟弟的情婦駕車撞傷，性命垂危，入住鍾志毅醫生主診的『華南大醫院』，重遇後母及弟弟後，他不記前仇，盡心為後母做手術把她治愈，後母覺悟前非，一家團圓。

## 演員
- 葛佐治 飾演 鍾以鳴
- 黃壽年 飾演 懦弱父親鍾義
- 黎灼灼 飾演 惡毒後母
- 吳楚帆 飾演 鍾志毅醫生，即長大後的「鍾以鳴」
- 林妹妹 飾演 富家女林麗鶯
- 舒壽山 飾演 鍾河漢
- 黃楚雲（黃岱）
- 瞿愛珍
- 林坤山
- 蔣英英
- 陳慧嫻
- 莫星泉

## 外景地點
- 九龍，鑽石山，梁仁甫別墅[3]、「華清池」[5]；
- 香港仔，福建義山（雞籠環國家墳場）[3]；
- 香港大學 [5]。

## 外部連結
- 香港影庫上《難兄》的資料（繁體中文）
- 时光网上《難兄》的資料（简体中文）
- 豆瓣电影上《難兄》的資料 （简体中文）
- 互联网电影数据库（IMDb）上《難兄》的资料（英文）
- 香港電影資料館有關默片《難兄》的電腦記錄[永久]
- YouTube上的默片《難兄》的本事